# Kaunas internationella flygplats
Kaunas internationella flygplats (IATA: KUN, ICAO: EYKA) (litauiska: Kauno tarptautinis Oro Uostas) är den näst största flygplatsen i Litauen efter Vilnius internationella flygplats och den fjärde största inom Baltikum. Flygplatsen renoverades under 2005 och är en av landets snabbast växande flygplatser. Under 2015 hade flygplatsen mer än 747 000 resenärer. Flygplatsen ligger i Karmėlava, 15 kilometer nordöst om Kaunas centrum. Buss #29 går till flygplatsen från stadens centrum.
Under sommaren 2017 var Vilnius internationella flygplats stängd för reparationsarbeten. Många flyg omdirigerades till Kaunas internationella flygplats istället.

## Historia
Flygplatsen öppnades 1988 då flygningarna flyttades över från S. Dariaus ir S. Girėno aerodromas - en annan flygplats nära Kaunas. 1991, efter Litauens självständighet, fick flygplatsen statusen "internationell flygplats".
Kaunas flygplats blev 1996 medlem i Airports Council International (ACI).

## Flygbolag och destinationer[3]
| Flygbolag | Destinationer |
| --------- | --- |
| Ryanair   | Alicante, Bristol, Budapest (planerad), Dublin, Edinburgh, Göteborg-City (planerad), Helsingfors (planerad), Köln, Köpenhamn, Liverpool, London-Luton, London-Stansted, Lviv, Madrid (planerad), Malaga (planerad), Manchester (planerad), Milano-Bergamo, Paphos, Stavanger, Shannon, Ålborg (planerad) Säsong: Neapel, Palma de Mallorca, Rimini, Rhodos |
| Wizzair   | Bergen, London-Luton, Stavanger, Ålesund |

## Galleri

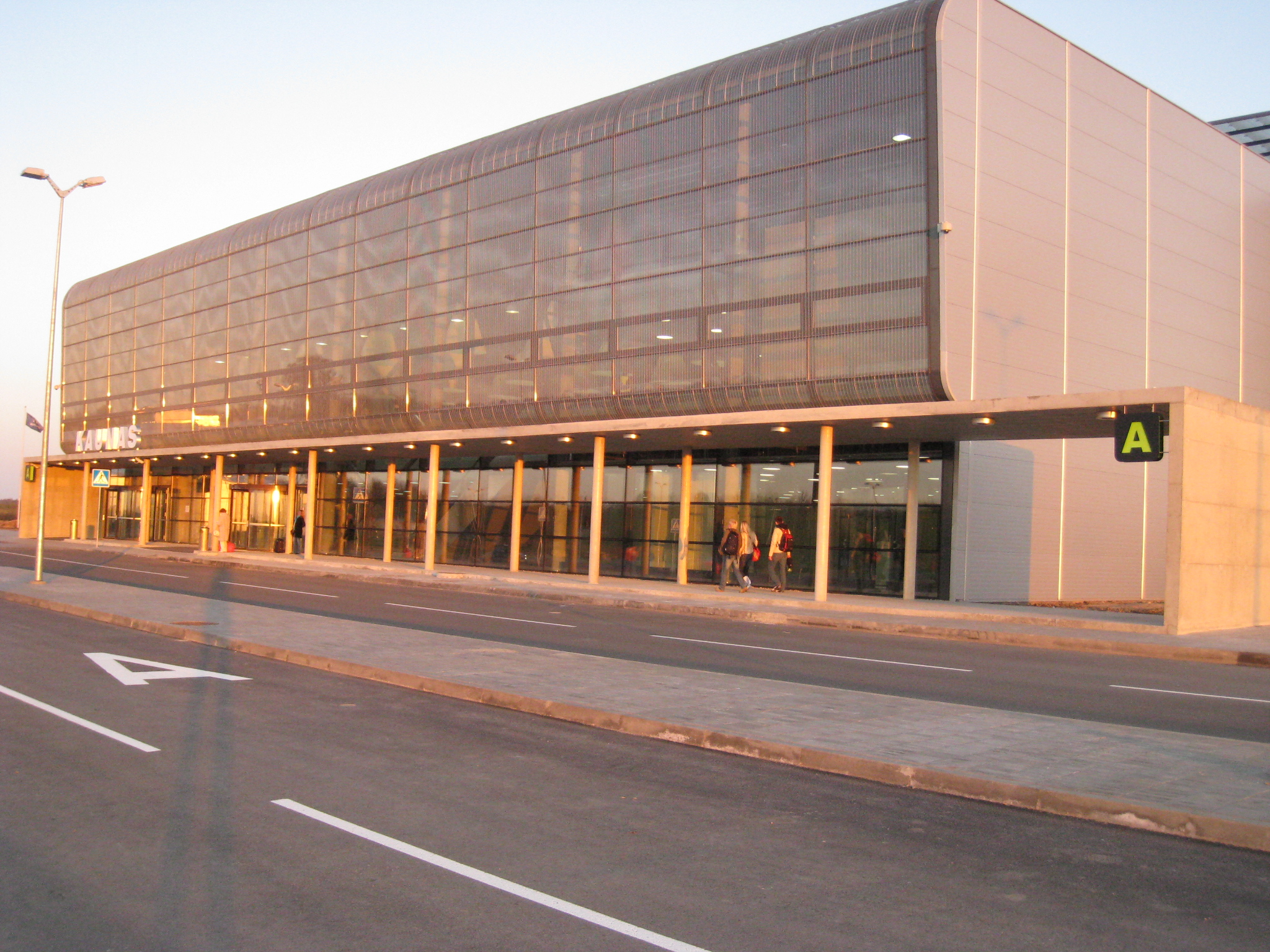
Terminal A
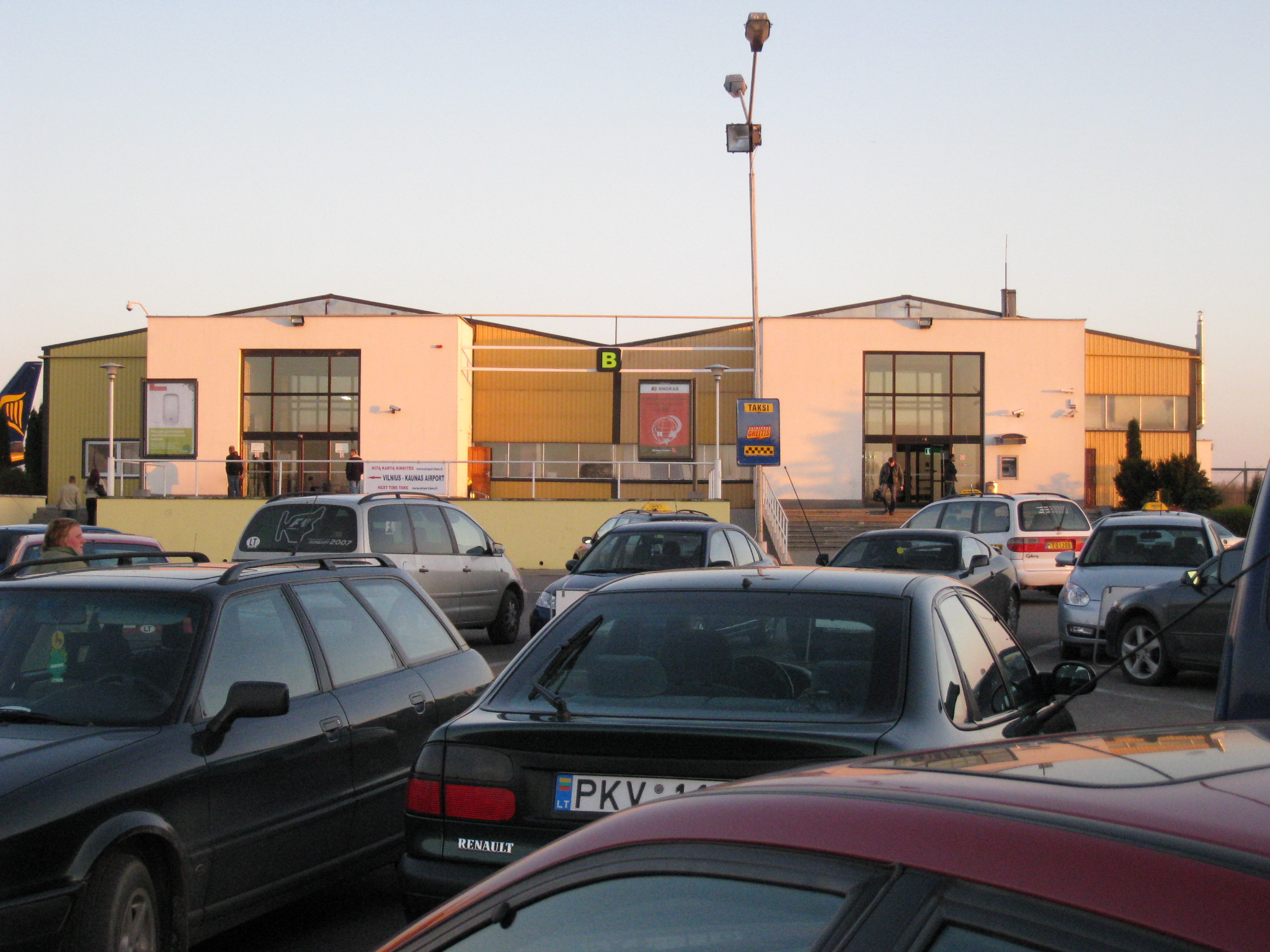
Terminal B
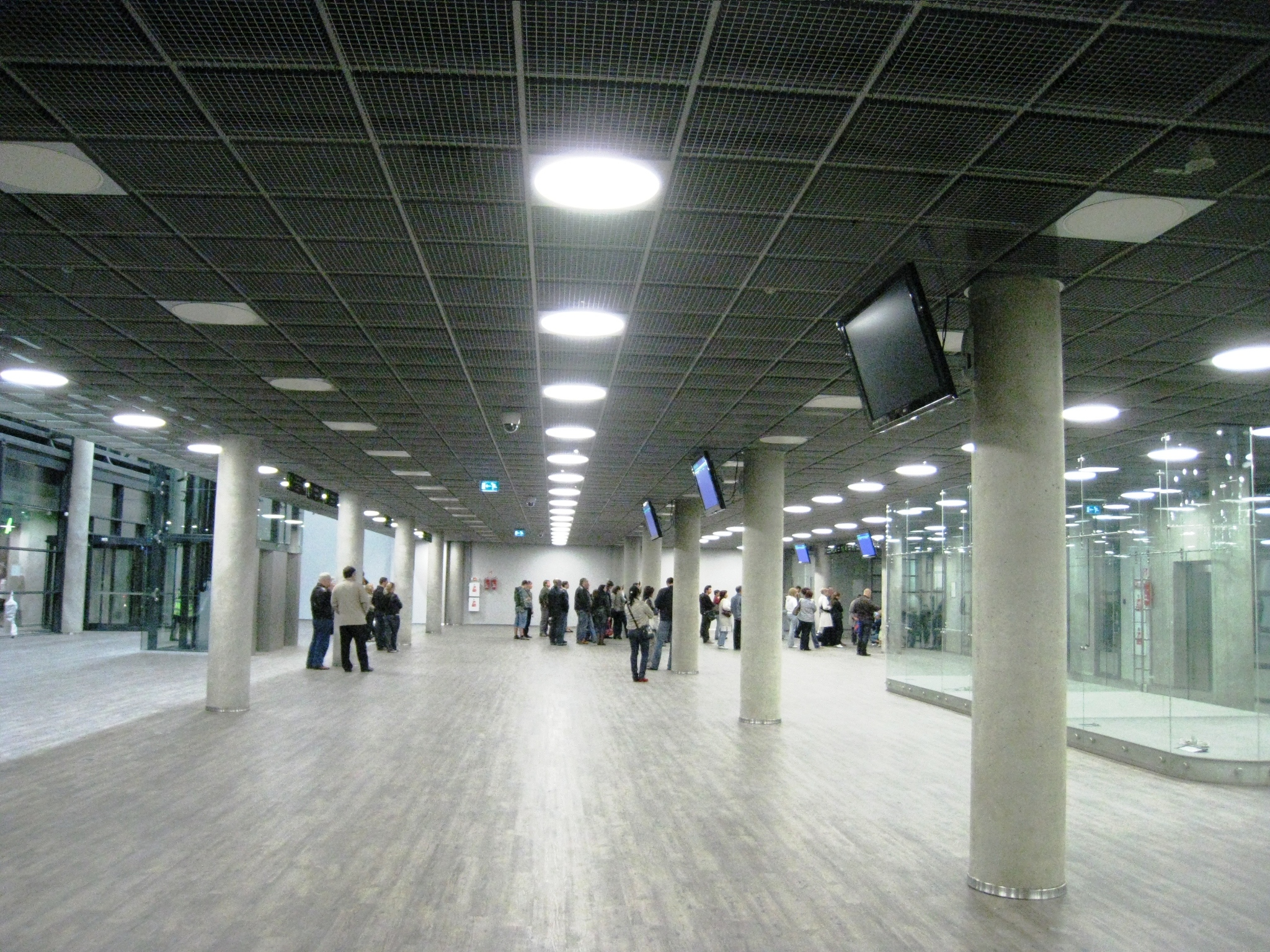
Terminal A - Ankomster
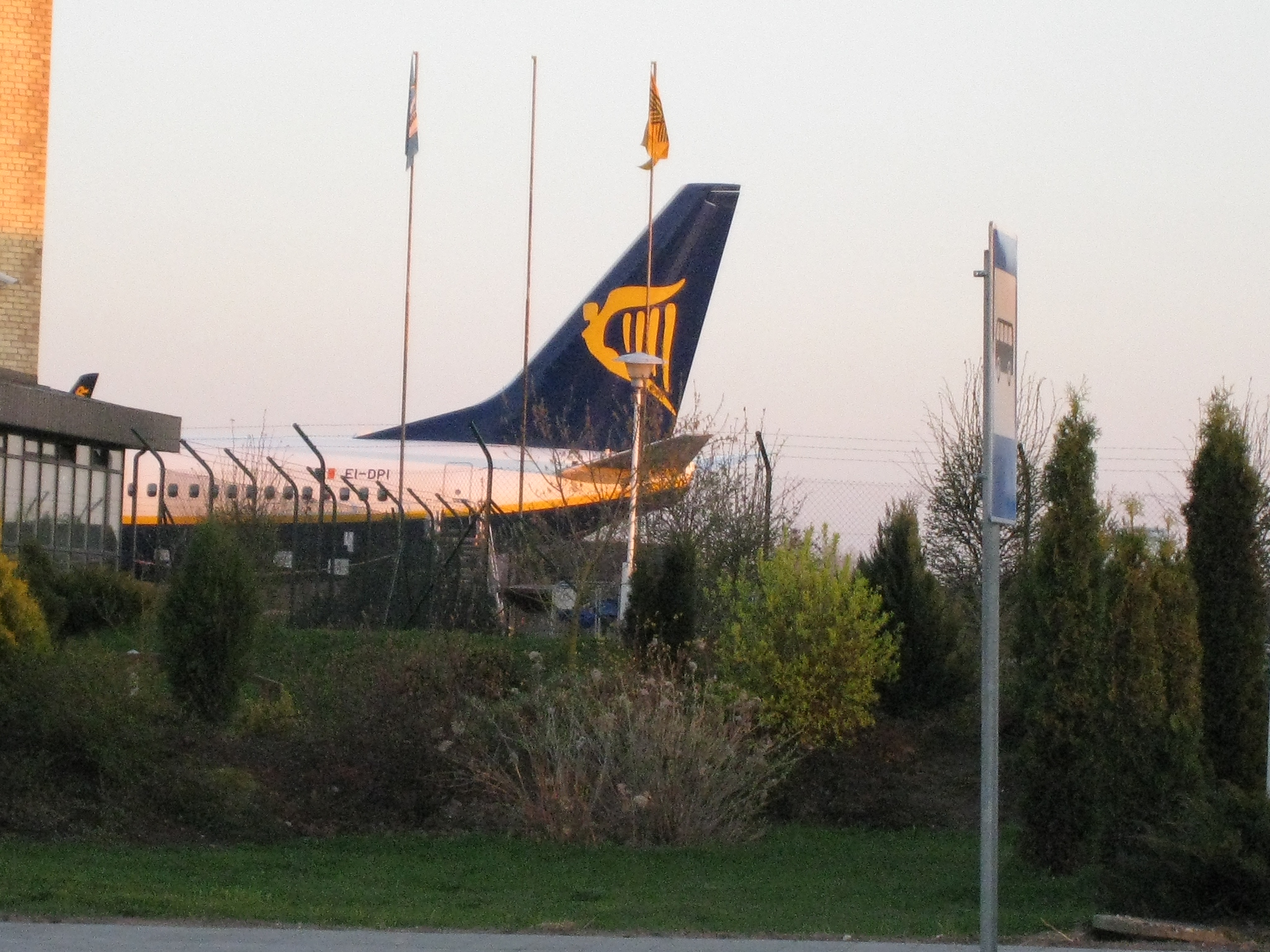
Ryanair Boeing 737-800